# American Thinker
American Thinker es una revista conservadora estadounidense en línea que cubre temas sobre la política estadounidense, política exterior, seguridad nacional, Israel, economía, diplomacia, cultura y estrategia militar.

## Personal
El editor de American Thinker es Thomas Lifson, y el director Político es Richard Baehr. Miembros importantes también incluyen a Rick Moran y J. R. Dunn.

## Recepción
Escribiendo para el The New York Times, Felicity Barringer dio crédito a American Thinker por iniciar una campaña de indignación pública sobre un plan de California que requería termostatos programables que podían ser controlados por funcionarios del gobierno en caso de que existan dificultades en el suministro de energía eléctrica.

## Contribuyentes
- Mitchell Bard[4]
- Alexander Benard[5]
- Andrew G. Bostom[6]
- Ann Coulter[7]
- Adam Hasner[8]
- Alexander H. Joffe[9]
- Alexander Kummant[10]
- Winfield Myers[11]
- N. S. Rajaram[12]
- Barry Rubin[7]
- Michael Savage[13]
- Robert Spencer[14]
- William E. Ward[13]
- Stu Tarlowe[15]